# The Stars at the Sun
Match précédent Match suivant
The Stars at the Sun (improprement le WNBA All-Star Game 2010) s'est déroulé le 10 juillet 2010 dans la Mohegan Sun Arena de Uncasville, dans le Connecticut. La Mohegan Sun Arena accueille cet événement pour la troisième fois de son histoire après 2005 et 2009. 
Ce match n'est pas considéré officiellement comme un All-Star Game. L'équipe des États-Unis affronte une sélection de joueuses WNBA. C'est la sélection américaine qui l'emporte sur le score de 99 à 72.
Avec 23 points (9 tirs réussis sur 11) et 8 rebonds, Sylvia Fowles remporte le trophée de MVP de la rencontre.
L'équipe américaine dirigée par Geno Auriemma comprend six joueuses passées par les Huskies du Connecticut, l'équipe qu'il dirige.

## Joueuses
| Pos.         | Joueuse               | Équipe                      |            |
| Titulaires   | Titulaires            | Titulaires                  | Titulaires |
| ------------ | --------------------- | --------------------------- | ---------- |
| PG           | Lindsey Harding*      | Mystics de Washington       |            |
| SG           | Katie Douglas         | Fever de l'Indiana          |            |
| SF           | Monique Currie*       | Mystics de Washington       |            |
| PF           | Crystal Langhorne     | Mystics de Washington       |            |
| C            | Michelle Snow         | Silver Stars de San Antonio |            |
| Remplaçantes |                       |                             |            |
| G            | Becky Hammon          | Silver Stars de San Antonio |            |
| G            | Penny Taylor          | Mercury de Phoenix          |            |
| F            | Katie Douglas         | Fever de l'Indiana          |            |
| F            | Lindsay Whalen*       | Lynx du Minnesota           |            |
| F            | Iziane Castro Marques | Dream d'Atlanta             |            |
| F            | Jayne Appel           | Silver Stars de San Antonio |            |
| F            | Sophia Young          | Silver Stars de San Antonio |            |
| F            | Rebekkah Brunson      | Lynx du Minnesota           |            |
| F            | Lauren Jackson*       | Storm de Seattle            |            |
| F            | Sancho Lyttle*        | Dream d'Atlanta             |            |
| Entraîneur   |                       |                             |            |
|              | Brian Agler           | Storm de Seattle            |            |

| Pos.         | Joueuse          | Équipe                 |            |
| Titulaires   | Titulaires       | Titulaires             | Titulaires |
| ------------ | ---------------- | ---------------------- | ---------- |
| PG           | Sue Bird         | Storm de Seattle       |            |
| SG           | Cappie Pondexter | Liberty de New York    |            |
| SF           | Diana Taurasi    | Mercury de Phoenix     |            |
| PF           | Tamika Catchings | Fever de l'Indiana     |            |
| C            | Sylvia Fowles    | Sky de Chicago         |            |
| Remplaçantes |                  |                        |            |
| G            | Renee Montgomery | Sun du Connecticut     |            |
| G            | Maya Moore       | Huskies du Connecticut |            |
| F            | Swin Cash        | Storm de Seattle       |            |
| F            | Candice Dupree   | Mercury de Phoenix     |            |
| F            | Angel McCoughtry | Dream d'Atlanta        |            |
| C            | Tina Charles     | Sun du Connecticut     |            |
| Entraîneur   |                  |                        |            |
|              | Geno Auriemma    | Huskies du Connecticut |            |

*Lauren Jackson et Sancho Lyttle sont forfaits sur blessure. Elles sont remplacées par Lindsey Harding et Monique Currie.
| 10 juillet | Report | USA 99, Sélection WNBA 72                                                       | USA 99, Sélection WNBA 72 | USA 99, Sélection WNBA 72                            |  | Mohegan Sun Arena, Uncasville Affluence : 9,518 Arbitres : Michael Price, Cameron Inouye, Kurt Walker | ESPN (HD) |
| 10 juillet | Report | Score par quart-temps : 29–19, 20–9, 26–16, 24–28                               |                           |                                                      |  | Mohegan Sun Arena, Uncasville Affluence : 9,518 Arbitres : Michael Price, Cameron Inouye, Kurt Walker | ESPN (HD) |
| 10 juillet | Report | Sylvia Fowles 23 Candice Dupree, Sylvia Fowles, Maya Moore 8 Cappie Pondexter 6 | Points Rebonds Passes d.  | Katie Douglas 15 Lindsey Harding 7 Lindsey Harding 4 |  | Mohegan Sun Arena, Uncasville Affluence : 9,518 Arbitres : Michael Price, Cameron Inouye, Kurt Walker | ESPN (HD) |

L'entraineur des Connecticut Huskies Geno Auriemma dirige l'équipe des États-Unis tandis que la sélection des All-Stars WNBA est dirigée par l'entraîneur du Seattle Storm Brian Agler.

## Three-point Shootout

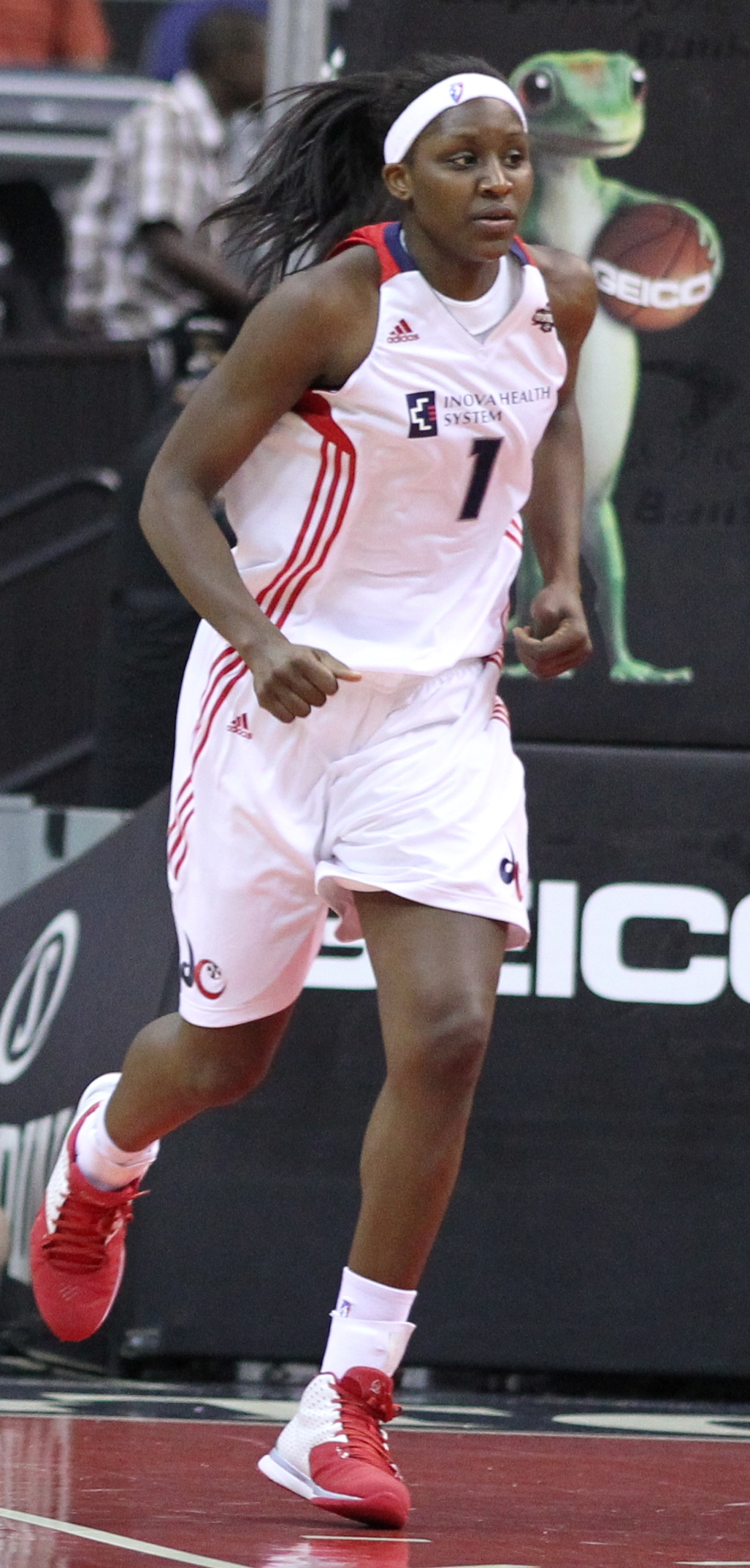
Crystal Langhorne sous le maillot des Mystics.

### Participants
| Joueuse          | Poste   | Équipe                | Tirs réussis | Tirs tentés | Pour cent | 1er tour | 2e tour |
| ---------------- | ------- | --------------------- | ------------ | ----------- | --------- | -------- | ------- |
| Katie Douglas    | Guard   | Fever de l'Indiana    | 38           | 90          | 42,2 %    | 24       | 23      |
| Lindsay Whalen   | Guard   | Lynx du Minnesota     | 8            | 34          | 23,5 %    | ?        | 11      |
| Swin Cash        | Forward | Storm de Seattle      | 20           | 44          | 45,5 %    | ?        | 7       |
| Sue Bird         | Guard   | Storm de Seattle      | 34           | 86          | 39,5 %    | ?        |         |
| Monique Currie   | Forward | Mystics de Washington | 22           | 47          | 46,8 %    | ?        |         |
| Angel McCoughtry | Forward | Dream d'Atlanta       | 18           | 70          | 25,7 %    | ?        |         |

## Skills Challenge

### Participants
| Joueuse               | Franchise             | 1re manche | 2e manche |
| --------------------- | --------------------- | ---------- | --------- |
| Lindsay Whalen        | Lynx du Minnesota     | 29,4       | 25,0      |
| Iziane Castro Marques | Dream d'Atlanta       | 31,3       | 32,1      |
| Lindsey Harding       | Mystics de Washington | 26,6       | 34,2      |
| Angel McCoughtry      | Dream d'Atlanta       |            |           |
| Renee Montgomery      | Sun du Connecticut    |            |           |
| Cappie Pondexter      | Liberty de New York   |            |           |